# Albert Collins
Albert Collins (1 de octubre de 1932 - 24 de noviembre de 1993) fue un guitarrista de blues, cantante y músico estadounidense. Tenía numerosos apodos, como “The Ice Man”, “The Master of the Telecaster” y “The Razor Blade”.

## Carrera

### Primeros años
Nacido en Leona, Texas, Collins era un pariente lejano de Lightnin' Hopkins y creció aprendiendo a tocar la guitarra. Su familia se trasladó a Houston, Texas, cuando tenía 7 años. A lo largo de los años 40 y 50, absorbió los sonidos y estilos del blues de Texas, Misisipi y Chicago. 
Formó su primer grupo en 1952 y dos años más tarde era la principal atracción en varios clubs de blues de Houston. A finales de los 50, Collins comenzó a utilizar Fender Telecasters. Más tarde eligió como principal equipo una Fender Telecaster Custom de 1966, con una pastilla Gibson PAF en el cuello y un combo Fender Quad Reverb plateado de 1970 con 100 watt RMS. Desarrolló un sonido único incluyendo afinaciones menores, notas sostenidas y un estilo de ataque con los dedos de la mano derecha. A menudo empleaba una cejilla en su guitarra, sobre todo en los trastes 5, 7 y 9. La afinación que más empleaba era la abierta en Fa menor (de cuerda más baja a más alta: FA-DO-FA-Lab-DO-FA).

### 1960-1973
Collins comenzó a grabar en 1960 y publicó singles, incluyendo muchos instrumentales como “Frosty”. En la primavera de 1965 se trasladó a Kansas City, Misuri, y se hizo un nombre.
Muchos de los estudios de grabación de Kansas City habían cerrado a mediados de los 60. No teniendo la posibilidad de grabar, Collins se trasladó a California en 1967. Se instaló en San Francisco y tuvo contacto con la contracultura de la época. A comienzos de 1969, mientras tocaba en un concierto con Canned Heat, los miembros del grupo lo presentaron a Liberty Records. Como agradecimiento, el título del primer disco de Collins para United Artists, “Love Can Be Found Anywhere” fue tomado de la letra de “Refried Hockey Boogie”. Collins editó su primer álbum en Imperial Records en 1968.

### Desde 1973
Collins permaneció en California durante otros cinco años, y era popular en conciertos dobles en The Fillmore y el Winterland. Collins volvió a Texas en 1973 y formó un nuevo grupo. Firmó con Alligator Records en 1978 y grabó y publicó Ice Pickin´. A lo largo de los años grabaría otros siete álbumes para el sello, antes de firmar con Point Blank Records en 1990.
A lo largo de los 80 y comienzos de los 90, Collins hizo giras por los Estados Unidos, Canadá, Europa y Japón. Se estaba convirtiendo en un músico de blues popular, y era una influencia para Coco Montoya, Robert Cray, Gary Moore, Debbie Davies, Stevie Ray Vaughan, Albert King, Jonny Lang, Susan Tedeschi, Kenny Wayne Shepherd, John Mayer y Frank Zappa.
En 1983, ganó el premio W.C Handy por su álbum Don´t Lose Your Cool, que ganó el premio a mejor álbum de blues del año. En 1985, compartió el Grammy por el álbum Showdown!, que grabó con Robert Cray y Johnny Copeland. Al año siguiente, su disco Cold Snap también fue nominado a los Grammys. En 1987, John Zorn lo escogió para tocar la guitarra solista en una suite que había compuesto especialmente para él, titulada “Two-Lane Highway”, en su álbum Spillane.
Junto con George Thorogood and the Destroyers, y Bo Diddley, Collins tocó las canciones “The Sky Is Crying” y “Madison Blues” en el Live Aid de 1985, en el JFK Stadium. 
Tras enfermar durante un concierto en Suiza a finales de julio de 1993, a mediados de agosto le fue diagnosticado un cáncer de pulmón que se había metastatizado al hígado, con una esperanza de vida de aproximadamente cuatro meses. Partes de su último álbum, Live '92/'93, fueron grabadas en conciertos en septiembre; murió poco después, en noviembre, a la edad de 61 años.

### Actuaciones en directo y anécdotas
Collins será recordado no solo por la cantidad y calidad de la música blues que interpretó a lo largo de su carrera, sino también por sus legendarias actuaciones en directo, en las que a menudo descendía del escenario y se mezclaba con la audiencia mientras continuaba tocando. Esta práctica está documentada en un cameo no acreditado de Collins, en la película Adventures in Babysitting, de 1987. Collins le asegura al personaje de Elisabeth Shue que “nadie abandona este lugar sin cantar el blues”, obligándola a ella y a los niños que la acompañan a improvisar una canción antes de escapar.
Otra anécdota hilarante que ilustra la forma de actuar de Collins está recogida en el documental “Antones: Austin Home of the Blues”. Collins abandona el edificio, con la guitarra todavía enchufada y tocando. Minutos después, regresa al escenario, y un repartidor de pizzas viene y le entrega a Collins la pizza que había solicitado cuando abandonó el edificio. Collins había ido a Milto´s Pizza & Pasta, ubicada en una avenida contigua, y había hecho el pedido mientras continuaba tocando.

## Discografía

### Álbumes oficiales
| Año  | Título                                        | Sello/Referencia         |
| ---- | --------------------------------------------- | ------------------------ |
| 1968 | Love Can Be Found Anywhere (Even In A Guitar) | Imperial LP-12428        |
| 1969 | Trash Talkin’                                 | Imperial LP-12438        |
| 1970 | The Complete Albert Collins                   | Imperial LP-12449        |
| 1971 | There's Gotta Be A Change                     | Tumbleweed 103           |
| 1978 | Ice Pickin’                                   | Alligator 4713           |
| 1979 | Albert Collins and Barrelhouse Live           | Munich 225               |
| 1980 | Frosbite                                      | Alligator 4719           |
| 1981 | Frozen Alive                                  | Alligator 4725           |
| 1983 | Don´t Loose Your Cool                         | Alligator 4730           |
| 1983 | Jammin With Albert                            |                          |
| 1984 | Live In Japan                                 | Alligator 4733           |
| 1985 | Showdown!                                     | Alligator 4743           |
| 1986 | Cold Snap                                     | Alligator 4752           |
| 1991 | Iceman                                        | Pointblank VPBCD 3       |
| 1993 | Collins Mix: His Best                         | Pointblank 39097         |
| 1995 | Live '92/'93                                  | Pointblank 40658         |
| 2000 | Live At the Filmore West                      | Catfish 156              |
| 2005 | The Iceman At Mount Fuji                      | Fuel2000 061457          |
| 2008 | Albert Collins: Live at Montreux 1992         | Eagle Records B0012IWINQ |